# Рысенково
Рысенково — деревня в Бабушкинском районе Вологодской области.
Входит в состав Рослятинского сельского поселения, с точки зрения административно-территориального деления — в Рослятинский сельсовет.
Расстояние по автодороге до районного центра села имени Бабушкина составляет 69 км, до центра муниципального образования Рослятино — 2 км. Ближайшие населённые пункты — Челищево, Андреевское, Афаньково, Рослятино.
Население по данным переписи 2002 года — 6 человек.